# Norakert, Gegharkunik
Norakert là một đô thị thuộc tỉnh Gegharkunik, Armenia. Dân số ước tính năm 2011 là 995 người.